# ミニャーネゴ
ミニャーネゴ(イタリア語: Mignanego)は、イタリア共和国リグーリア州ジェノヴァ県にある、人口約3,600人の基礎自治体（コムーネ）。

## 地理

### 位置・広がり

#### 隣接コムーネ
隣接するコムーネは以下の通り。括弧内のALはアレッサンドリア県 所属を示す。
- ブザッラ
- カンポモローネ
- フラコナルト (AL)
- ジェーノヴァ
- サヴィニョーネ
- セッラ・リッコ
- ヴォルタッジョ (AL)

### 地震分類
イタリアの地震リスク階級 (it) では、3 に分類される
。

## 行政

### 分離集落
ミニャーネゴには、以下の分離集落（フラツィオーネ）がある。
- Fumeri, Giovi, Montanesi, Paveto, Vetrerie, Ponterosso, Ponte dell'acqua, Barriera